# Szécsényiové
Szécsényiové (maďarsky Szécsényi család) byl šlechtický rod v Uherském království ve 14. a 15. století. V mužské linii rod vyhasl v roce 1460. Rod nese jméno po svém panství Szécsény, podobně jako rod Széchenyiů.

## Historie
Zakladatel rodu, Tomáš Szécsényi (asi 1285–1354), syn Farkaše Szécsényiho, svůj původ odvozoval od gens („rodu“) Kačićů (Kacsics). Byl jedním z nejmocnějších poddaných krále Karla I. Uherského, během jehož vlády držel několik vysokých úřadů. V roce 1301 stál na straně krále proti mocnému Matouši Čákovi. Z tohoto důvodu přišel o zděděná panství v Nógrádu, která připadla jeho příbuzným stojících na straně Matouše Čáka.
15. června 1312 se Tomáš Szécsényi účastnil bitvy u Rozhanovců, v níž se královské vojsko střetlo se spojenou armádou Matúše Čáka a synů Amadea Abase. Krátce poté Tomáš získal do zástavy od krále panství Hollókő, které zkonfiskoval Tomášovým příbuzným. V roce 1316 obsadil pevnost Višegrád, kterou dříve ovládal Matúš Čák. Roku 1318 se Tomáš stal hlavou vévodství (fõispánem) Arad, Bács a Srem a roku 1319 des Magistrats von Cumans.
V roce 1320 byl jmenován královniným pokladníkem (királynéi tárnokmester). V téže době se oženil se svou druhou manželkou, vévodkyní Annou Osvětimskou, příbuznou uherské královny Alžběty, původem z Polska. Po smrti Matúše Čáka v roce 1321 získal jako odměnu za služby od krále do zástavy několik panství v Hevesi, Gömöru a Nógrádu. Tak zahrnovala také Ajnácskő (dnešní Hajnáčka na Slovensku), Baglyaskő, Bene, Somoskő (dnešní Šomoška na Slovensku) a zámek Sztrahora. V témže roce se stal také sedmihradským vojevodou. V roce 1324 potlačil povstání v sedmihradském Sasku a král mu za to do zástavy dal hrad Salgó (dnešní Sibiel v Rumunsku). V roce 1342 se stal pokladníkem krále (tárnokmester) a v roce 1349 vysokým právníkem království (Országbíró).

## Významní členové rodu
- Tomáš Szécsényi (asi 1285–1354), syn Farkaše Szécsényiho, zakladatel rodu
- Michal Szécsényi (fl. 1331, † 1377), prelát a biskup vácký a egerský
- Mikuláš Szécsényi
- Tomáš Szécsényi (fl. 1299, † 1354), zakladatel rodu Szécsényiů
- Koniáš Szécsényi (fl. 1327, † 1367), chorvatský a dalmatský bán
- Franěk Szécsényi († 1408), důstojník krále Zikmuda Lucemburského
- Šimon Szécsényi (fl. 1373, † 1412)
- Ladislav III. Szécsényi (fl. 1414, † 1460), ispán v Novohradské a Hontianské župě, poslední mužský potomek rodu
- Štěpán Szécsényi
- Kašpar Szécsényi
- Anna Szécsényiová († 1354)
- Ladislav Szécsényi